# Mariano de Liñán y Morelló
Mariano de Liñán y Morelló (Valencia, 1769 – Madrid, 1844) fue un eclesiástico y teólogo español que llegó a ser comisario general de Cruzada y obispo electo de Teruel.

## Biografía
Nacido el 1 de noviembre de 1769 en el Grao de Valencia, inició sus estudios como colegial del Colegio Mayor de Santo Tomás de Villanueva. Posteriormente llegaría a ser catedrático de Lengua Árabe en la Universidad de Valencia y como tal pavorde de la Catedral Metropolitana de Valencia. Fue elegido diputado en las Cortes de 1820 y posteriormente llegaría a ser prócer del Reino en las Cortes de 1834, año en el que es nombrado comisario general de la Cruzada por la reina gobernadora. En 1844 es preconizado para obispo de Teruel, cargo que no llega a ocupar ya que muere el 14 de mayo de 1844 en Madrid. Había dejado en su testamento 50 000 duros para la traída de aguas a su ciudad natal.

## Órdenes y empleos

### Órdenes
- 8 de octubre de 1838:  Caballero Gran Cruz de la Orden de Carlos III.[4]

### Cargos
- Comisario general de la Cruzada.[4]
- Obispo electo de Teruel.[5]
- Pavorde de la Catedral Metropolitana de Valencia.
- Catedrático perpetuo de Historia Eclesiástica de la Universidad de Valencia.[6]